# Fabien Cosma
Pour les articles homonymes, voir Cosma.
Fabien Cosma est une série télévisée française en 16 épisodes de 90 minutes, créée par Frédérique Fall et Alain Etévé, et diffusée entre le 3 décembre 2001 et le 7 avril 2007 sur France 3 et rediffusée sur 13e rue ,TV5 Monde, RTL9 
Depuis le 20 décembre 2024, l'intégralité est diffusée sur la plateforme gratuite TF1+.

## Synopsis
Cette série met en scène Fabien Cosma, un médecin passionné par son activité qui parcourt la France au gré des remplacements qu'il effectue.

## Distribution

### Acteurs principaux
- Louis-Karim Nébati : Dr Fabien Cosma
- Pierre Vaneck : André Cosma

### Acteurs récurrents
- Magali Genoud : Marie (épisodes s3e4, s4e1&2, s5e2, s6e1,2&3)

### Acteurs invités
Saison 1
- Jérôme Hardelay : Romain (épisode 1 "Antidote")
- Bertrand Lacy : Benoît Tardieux (1 épisode, 2001)
- Catherine Wilkening : Violaine Lecouvreur (1 épisode, 2001)
- Lubna Gourion : Audrey (1 épisode, 2001)
- Philippe Polet : Malmaison (1 épisode, 2001)

- Léa Drucker : Valérie (épisode 2 "Le poids d'une vie" 2002)
- Pascal Renwick : Le père d'Antoine (e2)
- Anne Bellec : Solange Poquet (1 épisode, 2002)
- Eric Poulain : Éric (1 épisode, 2002)
- Marie Rousseau : Françoise (1 épisode, 2002)

Saison 2 (2003)
- Annie Cordy : Lucette (1 épisode, 2003)
- David Brécourt : Laurent Lepage (1 épisode, 2003)
- Georges Neri : Néné (1 épisode, 2003)
- Gérard Hernandez : Georges (1 épisode, 2003)
- Jacques Hansen : Le docteur Blavignac (1 épisode, 2003)
- Maria Pitarresi : Birgitte Lepage (1 épisode, 2003)
- Martine Montgermont : Mathilde (1 épisode, 2003)

saison 3 (2004)
- Clément Van Den Bergh : Clément (1 épisode, 2004)
- Emma Colberti : Claire (1 épisode, 2004)
- Gérard Rinaldi : Gérard (1 épisode, 2004)
- Habib Kadi : Acteur (1 épisode, 2004)
- Hélène Roussel : Laurence Pouget (1 épisode, 2004)
- Jean-Pierre Cassel : Albert (1 épisode, 2004)
- Kevin Kassabi : Léo Lucas (1 épisode, 2004)
- Marie Matheron : Judith Parmentier (1 épisode, 2004)
- Marilyne Canto : Anne Pouget (1 épisode, 2004)
- Maxime Leroux : Daniel Pouget (1 épisode, 2004)
- Sonia Vollereaux : Arlette, la secrétaire bègue (s3e2 "En avoir ou pas")
- Thierry Perkins-Lyautey : Fabrice Lucas (1 épisode, 2004)
- Valérie Decobert-Koretzky : Anaïs (1 épisode, 2004)
- Xavier de Guillebon : Benoît Parmentier (1 épisode, 2004)

Saison 4 (2005)
- Cécile Auclert : Marielle Lesueur (1 épisode, 2005)
- François Loriquet : Bertrand (1 épisode, 2005)
- Hélène de Saint-Père : Solène (1 épisode, 2005)
- Laurie Prevotat : Coralie Lesueur (1 épisode, 2005)
- Pierre-Olivier Scotto : Damien Lesueur (1 épisode, 2005)

Saison 5 (2006)
- Manon Jomain : Pauline - la violoncelliste (1 épisode, 2006)
- Myriam Boyer : Mado (1 épisode, 2006)
- Sophie Barjac : La Rousse (1 épisode, 2006)
- Sophie Broustal : Claire Leroy (1 épisode, 2006)
- Stéphane Hillel : Delcos (1 épisode, 2006)

Saison 6 (2007)
- Natalia Dontcheva : Émilie (s6e1 "Grain de sable")
- Bruno Chapelle : Chirstian Marty (1 épisode, 2007)
- Charlotte Kady : Cora Lecorre (1 épisode, 2007)
- Dimitri Rougeul : Lucas (1 épisode, 2007)
- Georges Claisse : M. Baudrier (1 épisode, 2007)
- Jean-Marie Juan : Pablo (1 épisode, 2007)
- Jean-Michel Portal : Sébastien (1 épisode, 2007)
- Mattéo La Capria : Paul Lecorre (1 épisode, 2007)

## Épisodes

### Saison 1 (2001-2002)
1. Antidote
2. Le Poids d'une vie

### Saison 2 (2003)
1. Jamais trop tard
2. Petit Maxime

### Saison 3 (2004)
1. Droit de regard
2. En avoir ou pas
3. D'un battement de cils
4. Bobo Léo

### Saison 4 (2005)
1. Compte à rebours
2. Syndrome d'imposture
3. La répétition

### Saison 5 (2006)
1. Sous surveillance
2. Sans raison apparente

### Saison 6 (2007)
1. Grain de sable
2. Traitement de cheval
3. La Fissure